# Agaricus bukavuensis
Agaricus bukavuensis es un hongo de la familia Amanitaceae recolectado por primera vez en el Congo por Julie-Henriette-Martha Fontana y descrito por Paul Heinemann.

## Descripción
Píleo de 4-8 cmm de diámetro, bastante grueso, inicialmente campanulado (forma de campana), posteriormente convexo extendido con un centro irregularmente umbonado-rugoso o en ocasiones ligeramente deprimido; cutícula adherida, blanquecino salpicado de grisáceo u ocre, escamas cafés-rojizas que confluyen en la punta del píleo, dispersas y más individualizadas hacia el exterior; borde del píleo generalmente curvo. Estípite de 3-5 cm x 8-10 mm, plano, cilíndrico en la parte superior, ensanchado hacia la base en un bulbo más o menos individual, alcanza 2 cmm de diámetro; cutícula blanquecina con tonos grises y rosáceos, con manchas ocre por oxidación; rizomorfos basales frecuentes; anillo de tipo superior, blanquecino, membranáceo, de consistencia gruesa, presenta en la cara inferior una estrecha zona flocosa o algodonosa de coloración grisácea. Láminas apiñadas, delgadas, alcanzan 4 mm de ancho, libres y redondeadas en el estípite, bruscamente atenuadas en el margen, grisáceas luego gris-oliva, al final pardo oscuro; margen laminar denticulado, más claro. Contexto firme, blanco, enrojece levemente al frotamiento; sabor agradable a champiñón de cultivo, levemente perfumado; olor agradable. Huella de esporas parda.
Esporas de color pardo rosado oscuro en agua, pardo grisáceo oscuro en amoniaco, de 5.4-6.9 µm × 4-4.9 µm, brevemente elipsoidales, levemente ovaladas en pocas ocasiones en vista frontal; membranas bastante gruesas; poro germinal ausente; apículo pequeño, hialino. Basidios claviformes, tetraspóricos. Subhimenio celuloso. Quelocistidios ausentes o colapsados rápidamente, no observables. Revestimiento piléico con escamas formadas por hifas de pared hialina, lisa o levemente aspérulo o áspero, con contenido pardo, estrechadas en los tabiques, con elementos generalmente alargados (4-11 µm de diámetro), bastante caducos.
Se reportó como comestible.

## Hábitat
Hasta ahora solo se ha recolectado en la República Democrática del Congo e India.